# Strelnica
Strelnica (angl. arrowslit, pogosto imenovana tudi strelna lina, strelna vrzel ali lina v zidu) je izoblikovana reža v zidu, v srednjem veku navadno iz klesancev, pozneje zidana, namenjena streljanju. Njega oblika je bila odvisna predvsem od vrste orožja, kateremu je bila namenjena. V 16. stoletju pridejo v modo čudne, povsem dekorativne oblike.
Notranje stene zidu pred strelnico, so pogosto odrezane pod poševnim kotom tako, da ima lokostrelec široko vidno polje in področje streljanja. Oblike rež so zelo različne. Skupna in prepoznavna oblika je križ. Tanka vertikalna odprtina omogoča strelcu veliko svobode, da spreminja višino in smer svojega loka, za napadalca pa je bilo skoraj nemogoče zadeti tako majhen cilj.
Strelne line pogosto najdemo tudi v stenah srednjeveškega renesančnega obzidja med stolpoma (bastijama) pod prsobranom.

## Zgodovina
Izum strelnice pripisujejo Arhimedu med obleganjem Sirakuz leta 214-212 pred našim štetjem. Reže »v višini človeka in približno dlan široke na zunanji strani« so omogočale branilcu streljanje z lokom in škorpijonom (stara oblegovalna naprava) iz notranjosti mestnega obzidja. Čeprav so se uporabljale v pozni grški in rimski obrambi, strelnice niso prisotne v zgodnjih normanskih gradovih. Ponovno jih je uvedla vojaška arhitektura proti koncu 12. stoletja, z gradovi v Dovru in Framlinghamu v Angliji in Riharda Levjesrčnega grad Gaillard v Franciji. V teh zgodnjih primerih so bile strelnice postavljene tako, da so zaščitile dele grajskega zidu, ne pa vseh strani gradu. V 13. stoletju je postalo običajno, da strelnice postavili na celotnem obzidju. 

## Oblika
V svoji najpreprostejši obliki je strelnica tanka vertikalna odprtina. Vendar pa so za različna orožja, ki so jih branilci uporabljali, prilagodili tudi obliko strelnice. Odprtine za dolge loke so  običajno ozke in visoke, da omogočajo uporabniku, da ustreli stoje in izkoristiti 1,8 m dolg lok, medtem ko so tiste za samostrele običajno nižje, saj je bilo za uporabnika lažje streljati medtem ko kleči in podpira težo orožja. Pogosto so strelnice razširjene v trikotnik na dnu, da bi imel branilec jasnejši pogled na dno zidu.  Takoj za režo je bil izrez imenovan špaleta. Ta je omogočala branilcu priti blizu reže, ne da bi bil preveč utesnjen.  Širina reže je narekovala področje streljanja, a se je vidno polje lahko povečalo z dodatkom horizontalne odprtine. Ta je branilcu omogočala ogled tarče, preden je začel streljati.
Po navadi so bile horizontalne reže v ravnini, kar je ustvarilo križno obliko, manj pogosto so bile prečne reže izmenične, kot je razvidno iz ostankov gradu White v Walesu. Taka oblika naj bi napadalcem nudila manjšo tarčo .
Ko je strelna lina povezana z več kot eno strelnico (primer grad Dover, ko so lahko branilci iz treh lin ustrelili skozi isto strelnico), se imenuje "multi strelnica".  Nekatere strelnice, kot so tiste v gradu Corfe, so imele v bližini omarice za shranjevanje rezervnih puščic za loke in samostrele; te so se običajno nahajale na desni strani reže za lažji dostop in da je omogočilo hitro streljanje.